# Lagoa das Sete Cidades
Lagoa das Sete Cidades ('Meer van de Zeven Steden') is een kratermeer in de vulkaan Sete Cidades in het westen van het eiland São Miguel, deel van de Azoren. 
Het meer is een tweelingmeer dat bestaat uit het grotere noordelijke deel Lagoa Azul (Portugees voor 'blauw meer') en het kleinere zuidelijke deel Lagoa Verde (Portugees voor 'groen meer'), die zijn verbonden door een smalle doorgang waarover een brug ligt. De plaats Sete Cidades ligt aan de oevers van Lagoa Azul.
Het meer ligt op een hoogte van 259 meter, heeft een oppervlakte van 437 hectare en een maximale diepte van 33 meter.
Het meer, evenals het omliggende gebied, is geklasseerd als beschermd landschap.
Volgens de legende van prinses Antília is het groene meer ontstaan uit de tranen van de prinses toen haar vader haar verbood om met haar geliefde te trouwen. Het blauwe meer ontstond uit de tranen van haar geliefde.